# Ratufa
Ratufa é um gênero de roedores da família Sciuridae, conhecidos popularmente como "esquilos gigantes". Esses animais habitam o sul e o sudeste da Ásia, estando presentes na Índia. Trata-se de um grupo antigo da família dos esquilos cujos fósseis foram encontrados e datados do período Mioceno, mais ou menos 15 milhões de anos atrás.

## Espécies
- Ratufa affinis (Raffles, 1821)
- Ratufa bicolor (Sparrman, 1778)
- Ratufa indica (Erxleben, 1777)
- Ratufa macroura (Pennant, 1769)